# 静岡県道56号磐田停車場線
静岡県道56号磐田停車場線（しずおかけんどう56ごう いわたていしゃじょうせん）は、静岡県磐田市を通る県道（主要地方道）である。

## 概要
JR東海東海道本線 磐田駅から磐田市役所にかけてジュビロード（商店街）が続く。
江戸時代の東海道が見附宿から南に折れていたルートをほぼ踏襲している（旧東海道は磐田駅前交差点の一つ北側の信号を西に折れる）。

### 路線データ
- 陸上距離：1.5 km
- 起点：磐田市中泉（磐田駅前交差点、JR東海東海道本線 磐田駅前）
- 終点：磐田市見付（加茂川交差点、静岡県道44号磐田天竜線起点、静岡県道413号磐田袋井線交点）

## 歴史
- 1993年（平成5年）5月11日 - 建設省から、県道磐田停車場線が磐田停車場線として主要地方道に指定される[1]。

## 地理

### 通過する自治体
- 磐田市

### 交差する道路
| 交差する道路                                   | 交差する場所 | 交差する場所        |
| ---------------------------------------------- | ------------ | ------------------- |
| 静岡県道261号磐田細江線                        | 中泉         | 商工会議所前交差点  |
| 静岡県道44号磐田天竜線 静岡県道413号磐田袋井線 | 見付         | 加茂川交差点 / 終点 |

### 沿線
- JR東海東海道本線 磐田駅
- 静岡県立磐田農業高等学校
- 磐田市役所
- 静岡県立磐田南高等学校